# Yoshiaki Ota
Yoshiaki Ota (太田 吉彰, Ota Yoshiaki) est un footballeur japonais né le 11 juin 1983. Il est milieu de terrain.